# Evangelische Kirche Abterode

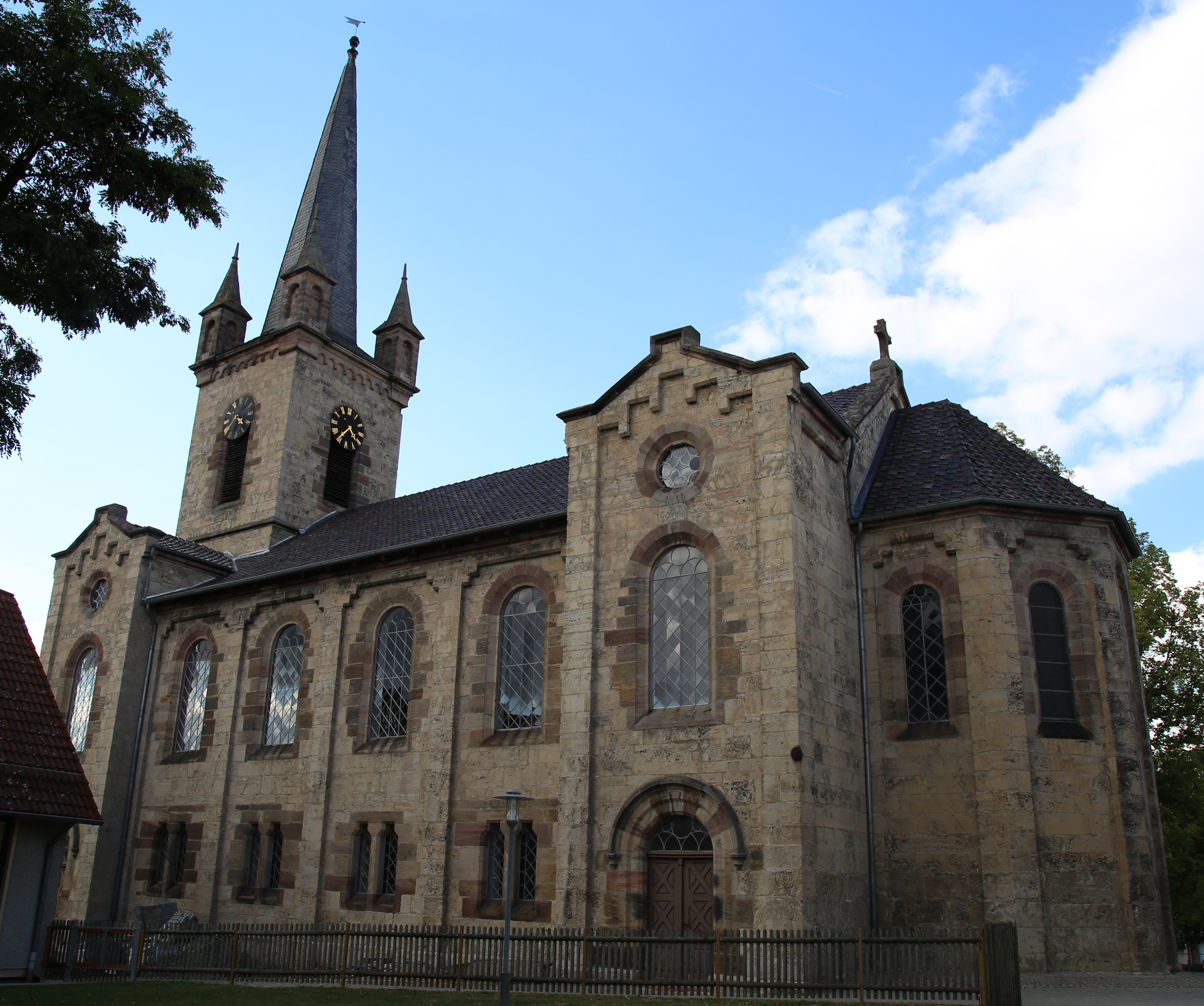
Evangelische Kirche Abterode

Die evangelische Pfarrkirche ist ein denkmalgeschütztes Kirchengebäude in Abterode, einem Ortsteil von Meißner im nordhessischen Werra-Meißner-Kreis.

## Geschichte und Architektur
Die Kirche der 1077 gegründeten Benediktiner-Propstei Abbetesrode war eine dreischiffige Säulenbasilika zu sechs Arkaden. Es war die älteste romanische Kirche im Meißnervorland, aber das Kasseler Konsistorium verfügte wegen irreparabler Schäden einen Neubau. Sie wurde daher 1867 abgebrochen und von 1867 bis 1868 durch die heutige Kirche ersetzt, die im Wesentlichen auf Plänen des Eschweger Landbaumeisters Carl basierte. Ein Modell der einstigen Klosterkirche befindet sich im Seitenschiff des Neubaus.
Die heutige Kirche ist ein historisierender Bau in klassizistischer Tradition mit romanisierenden, aber auch gotisierenden Formen. Die Raumwirkung ist gut. Die Orgel der dreischiffigen Emporenhalle baute Gustav Wilhelm 1868/69. Nur wenige mittelalterliche Bauspolien sind erhalten, so im Vorraum der Kirche eine alte Säulenbasis des Vorgängerbaus. Unter dem Chor befindet sich eine beim Neubau übermauerte Gruft mit den sterblichen Überresten eines 1716 verstorbenen Abteröder Amtmanns. Bei der Renovierung in der zweiten Hälfte des 20. Jahrhunderts wurde der Innenraum der Kirche purifizierend umgestaltet.

## Innenausstattung
- Der ursprüngliche Taufstein wurde in den 1950er Jahren auf einem Hof im Dorf entdeckt und nach seiner Aufarbeitung wieder im Chor der Kirche aufgestellt.
- Drei der insgesamt vier vorhandenen Glocken, die älteste um 1400 gegossen, stammen ebenfalls aus der Vorgängerkirche.
- Das Kruzifix im Seitenschiff wurde 1916 von der Tochter eines Arztes gestiftet.

## Orgel
Die 1868/69 von Gustav Wilhelm, dem letzten kurfürstlich-kasselschen „Hoforgelbaumeister“, gebaute Orgel auf der Westempore ist mit 23 Registern (ursprünglich 21 und zwei vacant) und 1300 Pfeifen die größte Orgel einer Dorfkirche im gesamten Kirchenkreis Eschwege. Sie enthält einen großen Teil an Originalsubstanz, denn Wilhelm verwendete beim Bau mehr als 90 Prozent der Pfeifen des barocken Vorgängerinstruments aus der abgebrochenen Kirche; fehlende Pfeifen konnten durch originale Wilhelmspfeifen aus einer anderen Orgel ersetzt werden. Der Prospekt ist in barocker Tradition gehalten, gegliedert in drei Türme mit zwei Feldern. Die Orgel wurde im Jahre 2002 von der Orgelbaufirma Werner Bosch aus Niestetal restauriert. Die beiden Manuale haben einen Tonumfang von C bis f3 (54 Töne), das Pedal von C bis d¹ (27 Töne). Die Stimmtonhöhe ist ein Halbton über a = 440 Hz bei 18{\displaystyle \mathrm {^{\circ }C} }.
Die Disposition ist wie folgt:
| I Hauptwerk C–f3 |                                                                     |
| Bordun           | 16′                                                                 |
| Principal        | 8′                                                                  |
| Hohlflöte        | 8′                                                                  |
| Viola da Gamba   | 8′                                                                  |
| Gedackt          | 8′                                                                  |
| Octave           | 4′                                                                  |
| Flöte            | 4′                                                                  |
| Octav            | 2′                                                                  |
| Mixtur 4fach     | rep. bei c′ auf 4′, 2 ⁄3′, 2′, 1 3⁄5′                               |
| Trompete         | 8′ (neueren Datums)                                                 |
| Cimbel 2fach     | urspr. vacant, laut Aufriss ab c° 1fach, ab c' 2fach besetztes Reg. |

| II Hinterwerk C–f3 |                                |
| Liebl. Gedackt     | 8′                             |
| Flauto Traverso    | 8′                             |
| Salicional         | 8′ (aus Treysa)                |
| Principal          | 4′ (aus Treysa)                |
| Gemshorn           | 4′                             |
| Flauto dolce       | 4′                             |
| Octave             | 2′ (aus Treysa, urspr. vacant) |

| Pedal C–d1  |     |
| Violon      | 16′ |
| Subbass     | 16′ |
| Octavbass   | 8′  |
| Violoncello | 8′  |
| Posaunebass | 16′ |

- Koppeln: II/I, I/P